# Захват автобуса в Минеральных Водах (1994)
Захват автобуса в Минеральных Водах  — захват автобуса, который произошёл 28 июля 1994 года в 16:12, близ Пятигорска и аэропорта Минеральные Воды, Ставропольский край. В результате теракта погибли четверо из 36 заложников и один преступник, ранения получили несколько заложников и восемь милиционеров.

## Хронология
28 июля 1994 года рейсовый автобус следовал по маршруту Пятигорск – Советское (поселок в Кабардино-Балкарии). При заходе на временную остановку вблизи аэропорта Минеральные Воды преступники, находящиеся в салоне пассажиров, натянули маски, достали пистолеты и приказали водителю никого не выпускать. Заложниками стали 36 пассажиров, в том числе 8 детей.
Террористы приказали водителю ехать к аэропорту, и автобус остановился на стоянке автовокзала. Здесь четверо пассажиров были выпущены из автобуса для того, чтобы они передали требования преступников: 15 млн. долларов и два вертолёта с экипажами. При этом требования должны были быть выполнены до 20:00, иначе преступники угрожали начать убивать заложников.
После сообщения о теракте был создан штаб по освобождению заложников во главе с заместителем МВД Российской Федерации Анатолием Куликовым, который уже имел опыт проведения подобных операций. В штаб также вошли руководители администрации Ставропольского края, Минеральных Вод и местных правоохранительных органов. Автобус был оцеплен сотрудниками спецслужб и бронетехникой. К концу дня преступники сообщили, что они хотят встретиться с руководством прокуратуры Ставропольского края — она возбудила уголовное дело против других террористов, которые захватили заложников в конце мая 1994 года (процесс по этому делу начался за день до данного захвата). По сообщению оперативников, данное требование скорее всего объяснялось тем, что изначально они намеревались требовать освобождения своих предшественников. Однако вскоре преступники отказались от задуманного и встреча с представителем прокуратуры не состоялась.
По мере переговоров преступники постепенно отпускали захваченных пассажиров, и к 2:30 29 июля в автобусе, помимо преступников, осталось 10 человек (в основном женщины). Преступникам предоставили вертолёт, и на его борт те поднялись с оставшимися заложниками. В 03:06, в момент, когда вертолёт был готов взлететь, штабом отряду специального назначения был отдан приказ о начале операции по освобождению. Заметив приближающихся спецназовцев, один из преступников достал гранату и, выдернув чеку, бросил её в сторону заложников. Взрывом на месте были убиты две женщины-заложницы и один преступник. Ещё две заложницы (женщина и 14-летняя девочка) скончались позже в больнице. Помимо этого, пострадали от осколков несколько заложников и бойцов спецназа (пять сотрудников милиции отдела СОБР и три бойца спецподразделения МВД «Вега».). 
Трое преступников, оказавшиеся чеченцами, были задержаны. У них были изъято четыре пистолета и пять ручных гранат.

## Обстановка в обществе
Данный захват заложников был третьим за предшествующие ему два месяца с одним и тем же сценарием — захват автобуса с заложниками в районе Минеральных Вод и требование предоставить крупную сумму денег и вертолёт. Предположительно все три акции были спланированы из одного центра, и при этом организованы были чеченцами.

## Расследование и суд
Ставропольская прокуратура по факту захвата заложников возбудила уголовное дело по двум статьям Уголовного кодекса. Обвиняемым инкриминировались захват заложников и незаконное хранение оружия.
13 октября 1994 года Ставропольский краевой суд приговорил Саида Усманова, Шамана Довтукаева и Бувайсара Нанагаева к высшей мере наказания – расстрелу. 
В марте 1995 года было объявлено об отмене смертного приговора трём обвиняемым коллегией Верховного суда России, которая, в частности, сочла, что ни следствие, ни суд так и не установили, в результате чьих именно действий были убиты и ранены люди. Коллегия сочла необходимым проведение ряда дополнительных экспертиз и сбора дополнительных вещественных доказательств.
1 августа 1997 года на завершившемся в Ставрополе судебном процессе главарь банды Саид Усманов был приговорён к смертной казни. Двое соучастников Усманова – Бувайсар Нанагаев и Шаман Довтукаев – приговорены к 15 годам лишения свободы каждый с отбыванием срока наказания в исправительно-трудовой колонии строгого режима.